# Livkompani

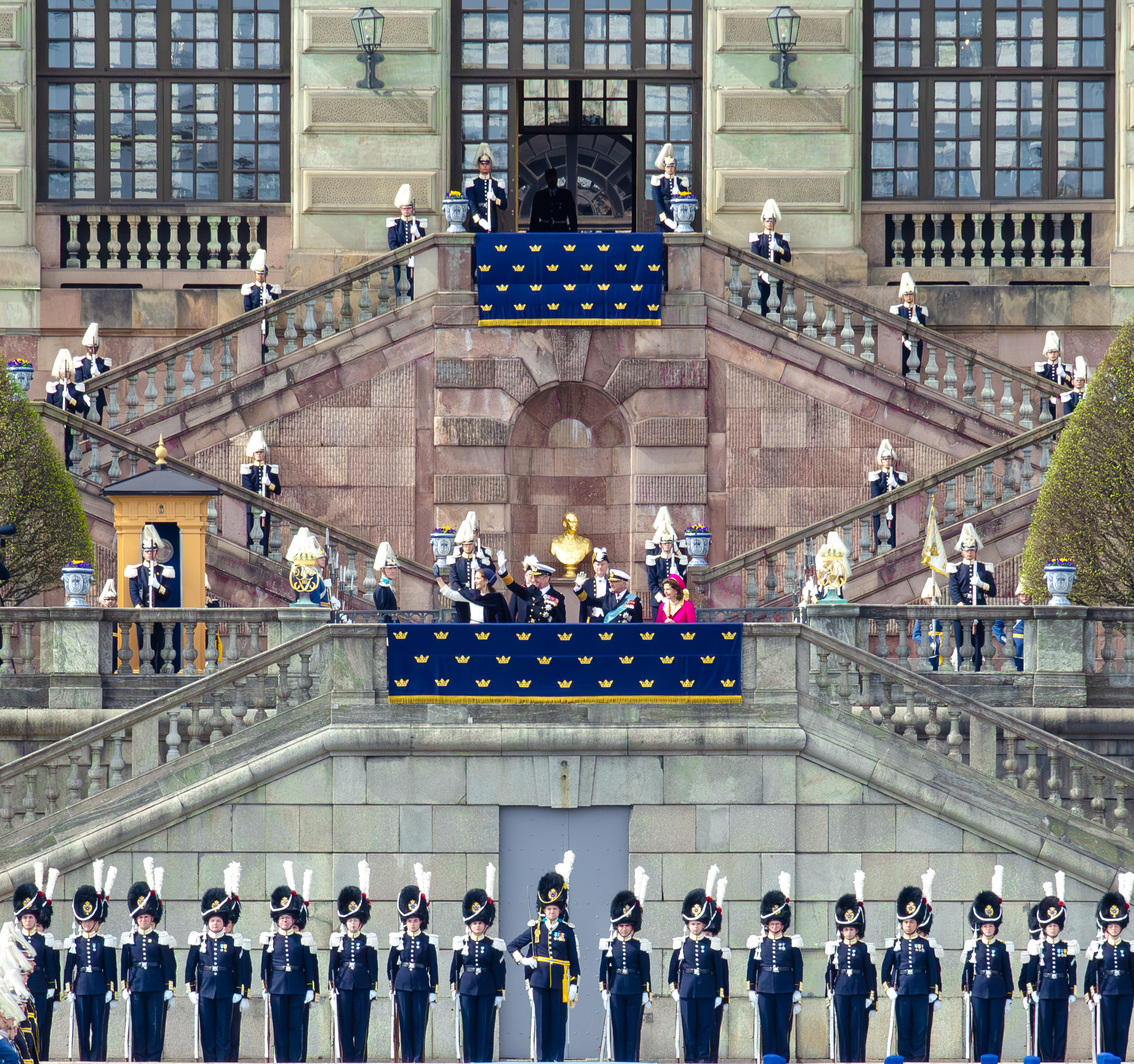
Livgardets livkompani uppställda på västra längan av Stockholms slott under statsbesöket av Kung Frederik och drottning Mary 2024.

Livkompani är och var i Sverige ett regementes (egentligen Liv(första)bataljonens) första kompani, vilket hade till uppgift att skydda regementschefen/sekundchefen, vilken även var chef för kompaniet. Fram till och med försvarsbeslutet 2000 har livkompanier i regel endast förekommit vid de så kallade landskapsregementena, då främst vid infanteri- och pansarregementen i Sverige. Inom kavalleriet har det funnits/finns ett motsvarande kompani, men med benämningen Livskvadron. Under 1900-talet var livkompanierna en form av befälsutbildningskompani, för utbildning av kompanibefäls- och plutonsbefälselever.
Idag (2024) återfinns det ett Livkompani/Livskvadron på:
- Livgardet (LG), både Livkompani och Livskvadron ingåendes i Livbataljonen.
- Dalregementet (I 13)
- Norrbottens regemente (I 19)
- Livregementets husarer (K 3)
- Skaraborgs regemente (P 4)
- Luftvärnsregementet (Lv 6), kompaniet är ett arv från Hallands regemente (I 16).
- Ledningsregementet (LedR), kompaniet är ett arv från Upplands regemente (I 8).
- Södra skånska regementet (P 7)

Efter omorganisation 2012, har det tillkommit Livkompanier inom Hemvärnet, bland annat på:
- Södermanlandsgruppen, kompaniet är ett arv från Södermanlands regemente (P 10).